# 山本有二
山本 有二（やまもと ゆうじ、1952年〈昭和27年〉5月11日 - ）は、日本の政治家、弁護士。
衆議院議員（11期）、農林水産大臣（59代）、再チャレンジ担当大臣兼内閣府特命担当大臣（金融）（第1次安倍内閣）、財務副大臣（第1次小泉第2次改造内閣・第2次小泉内閣）、法務総括政務次官（小渕第2次改造内閣）、自治政務次官（第1次橋本内閣）、衆議院予算委員長、同懲罰委員長、同法務委員長、同経済産業委員長、高知県議会議員（1期）、自由民主党財務委員長、同ITS推進・道路調査会長、同経理局長、同道路調査会長、同高知県支部連合会会長、同国会対策副委員長、同建設部会長などを歴任。

## 経歴

### 生い立ち
高知県高岡郡越知町出身。衣料品店の息子で、商店街で生まれた。土佐高等学校、早稲田大学法学部（奥島ゼミ）卒業（早大在学中は雄弁会所属）。1980年、司法試験に合格し、司法修習第35期を修了（同期に鈴木喜久子）。1983年、弁護士開業。

### 政治家として
1985年、高知県議会議員補欠選挙に出馬し、初当選。1990年、第39回衆議院議員総選挙に高知県全県区（定数5）から自由民主党公認で出馬し、3位で初当選する。第40回衆議院議員総選挙では、得票数最下位（5位）で再選。
1993年、宮沢内閣に対して不信任決議案が提出された際、その採決を欠席した。同年8月、自民党地方局長、建設部会副部会長、地方行政部会副部会長にそれぞれ就任。
羽田内閣総辞職に伴う1994年6月29日の内閣総理大臣指名選挙では、自民・社会・さきがけ3党は日本社会党委員長の村山富市を擁立したが、中曽根康弘・海部俊樹両元首相や渡辺美智雄らが村山擁立に反発し、新生・公明・民社・日本新ほか旧連立与党が海部を擁立。山本や伊吹文明らは党本部の決定に造反し、第1回・決選投票ともに海部に投票したが、決選投票で海部は村山に敗れた。山本が党議に反した投票行動を行ったことに対して、党紀委員会は山本に「党則の順守の勧告」を下した。同年、衆議院議事進行係に就任。
1995年の首相指名では、前年に村山に投票しなかったことについて「もう古い話だから。あれは過去のこと」と述べ、村山内閣に信任投票した。1995年の自民党総裁選では小泉純一郎と橋本龍太郎が立候補したが、山本は橋本を推薦、同年8月22日夜には「橋本龍太郎総裁を実現する会」にも参加した。その後橋本内閣が成立すると、自治政務次官に任命された。1996年、「山崎拓を囲む会」に安倍晋三、浜田靖一らとともに参加。
小選挙区比例代表並立制導入後の第41回衆議院議員総選挙（1996年）以来、高知3区から出馬し、小選挙区で連続6選。対立候補が比例復活したのは1996年の春名直章（日本共産党）のみである。同年11月、自民党労働・消費者関係団体委員長に就任。
1998年の自民党総裁選では梶山静六、小泉純一郎、小渕恵三が立候補したが、山本は小渕を推薦した。同年、自民党建設部会長に就任。1999年の自民党総裁選では小渕恵三、加藤紘一、山崎拓が立候補したが、山本は前年に引き続き小渕を推薦した。山本の事務所は、選挙区内の建設協会や特定郵便局の婦人部らに協力を依頼して集票に躍起した。同年、小渕内閣で法務政務次官に就任した。
2001年、小泉純一郎首相（当時）が進める構造改革に反対する自民党国会議員の勉強会「日本の危機を救い真の改革を実現する議員連盟」（略称：救国議連）に参加する
2002年、衆議院法務委員会委員長に就任。2003年の自民党総裁選には小泉純一郎、藤井孝男、亀井静香、高村正彦が立候補したが、山本は高村を推薦した。同年、小泉内閣で財務副大臣に就任した。

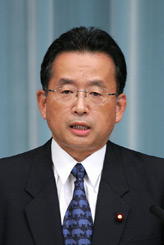
金融担当大臣就任時の記者会見にて

2006年の自民党総裁選では、ポスト小泉純一郎候補に安倍晋三官房長官（当時）が立候補。安倍は、2003年の総裁選で高村正彦の票獲得の尽力した山本に目をつけ、他派閥ながら支援を要請した。そして山本は安倍を支持する議員による「再チャレンジ支援議員連盟」の会長に就き、中堅・若手議員の票の獲得に奔走した。その後、第1次安倍内閣で内閣府特命担当大臣（金融担当）に就任した。また、「再チャレンジ可能な社会を構築するための施策を総合的に推進するため企画立案及び行政各部の所管する事務の調整」も担当した。山本は総務大臣への就任を望んでおり、後から再チャレンジ議連のメンバーとなった菅義偉が総務大臣（兼郵政民営化担当大臣）、自身が内閣府特命担当大臣（金融担当）という処遇に不満を漏らしていた。第1次安倍改造内閣では続投せず、退任。
2009年8月の第45回衆議院議員総選挙では、自民党に猛烈な逆風が吹き荒れる中、民主党の中山知意に比例復活を許さず約1万票差で破り、高知3区で7選。
2010年1月、所属していた高村派を退会。古屋圭司、鴨下一郎、古川禎久、衛藤晟一とともに政策グループ「のぞみ」を結成し、その代表に就任。
2011年3月、自由民主党高知県支部連合会にて、再選を目指し会長選挙に立候補するも、副会長の中谷元も立候補した。2004年に会長を公選する規定が導入されていたため、初の会長選挙が実施されることになった。その結果、山本は938票を獲得したものの、1904票を集めた中谷に敗れ落選した。その後、中谷の下で副会長に就任した。2011年5月、山本拓が事務局長を務める地下式原子力発電所政策推進議員連盟（略称・地下原発議連）の顧問に就任。
2012年12月の第46回衆議院議員総選挙でも、高知3区で共産党候補を大差で破り、8選。なお同選挙を最後に高知3区は廃止されるため同選挙区から選出された最後かつ唯一の国会議員となった。同年12月、衆議院予算委員長に就任。2013年1月31日、無派閥連絡会の初会合に参加。

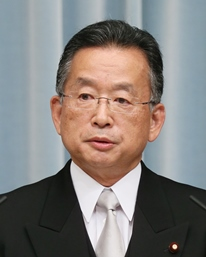
農林水産大臣就任時の記者会見にて

2014年12月の第47回衆議院議員総選挙でも、高知2区で圧勝し9選。2016年、第3次安倍第2次内閣で農林水産大臣に就任。在任中に主要農作物種子法廃止が決議される。2017年8月3日の第3次内閣改造で大臣を退任し、自由民主党財務委員長に就任。
2017年10月の第48回衆議院議員総選挙では、野党統一候補として出馬した無所属の元参議院議員広田一に破れ、初めて小選挙区で落選した。重複立候補した比例四国ブロックで復活し10選したものの、初めて高知2区を自民党以外の候補に明け渡すこととなった。
2019年1月、自民党金融調査会顧問に就任。
2021年9月27日、石破派を退会。
同年10月の第49回衆議院議員総選挙では、高知2区を前高知県知事の尾﨑正直に譲り、自身は比例四国ブロック単独1位で立候補し11選。
2024年9月27日に行われた自民党総裁選挙において小泉進次郎の推薦人に名を連ねた。1回目の投票では小泉に投じ、得票数1位の高市早苗と2位の石破茂が進んだ決選投票では石破に投じた。同年10月の第50回衆議院議員総選挙では、比例四国ブロック単独10位に処遇され、次点で落選。開票結果を受けて、政界引退を発表。

## 政策・主張

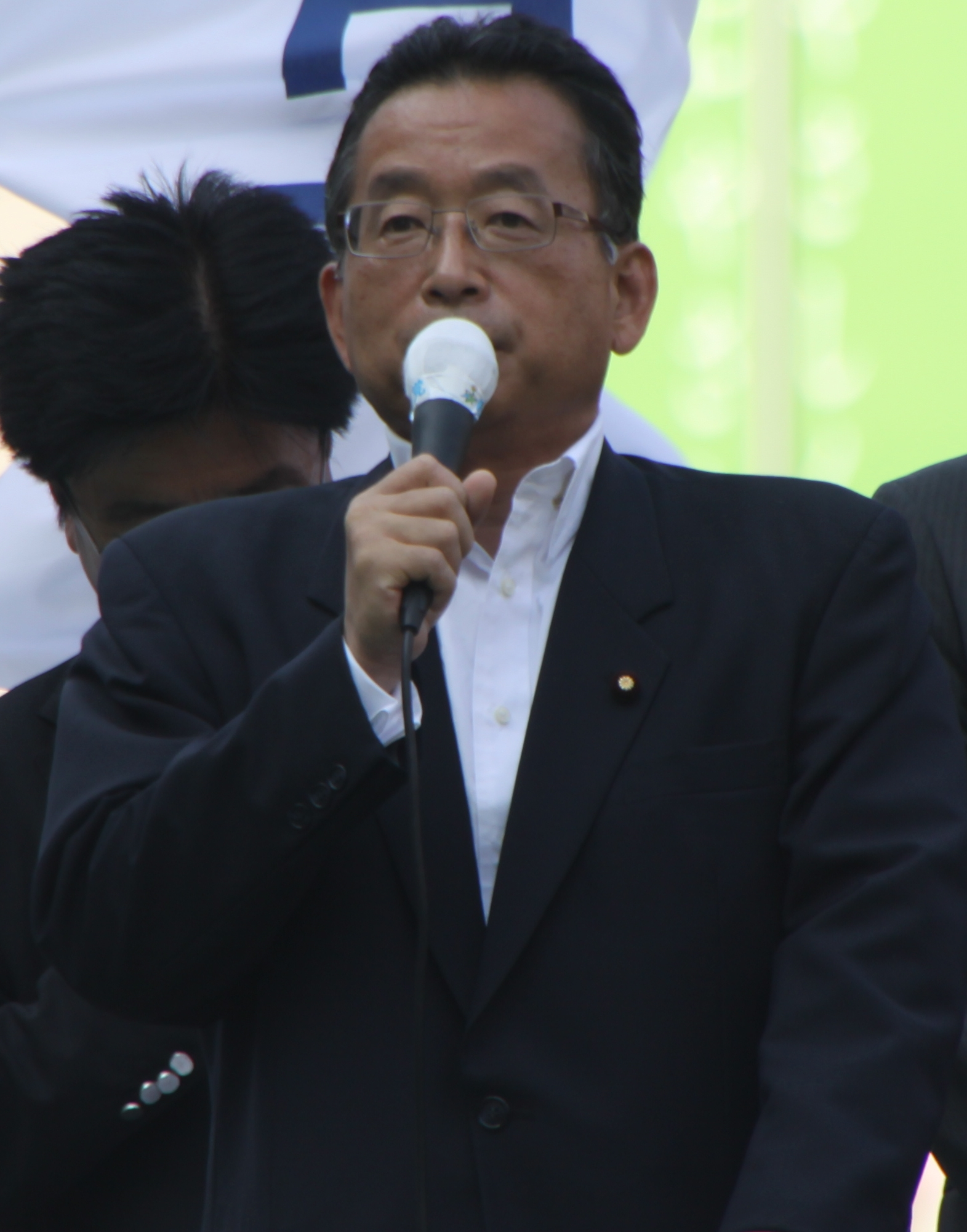
2010年6月10日、東京都豊島区にて (58歳)

### 憲法
- 憲法の改正について、1994年のアンケートでは「このままでいい〔改正しなくていい〕」と回答[44]。2000年のアンケートでは「基本的人権」「国民主権」「平和主義」の基本理念は「改正してはならない」とし、「細部にわたる時代に合わない個所は改正していくべき点もある」「自衛隊の存在を、わかりやすい日本語で憲法に位置づけるべき」と回答した[45][46]。2003年のアンケートでは「あくまで現行憲法を守るべき」としつつ、憲法改正論議で最も重視している論点として「分かりやすい日本語にする」ことと「地方分権を拡大する」ことを挙げた[47]。2014年のアンケートでは憲法改正に「賛成」とし、改正すべき項目として「憲法改正の手続」「緊急事態条項」「プライバシー権」を挙げた[48]。
- 憲法9条には「解釈上の矛盾」があるため「急迫不正な侵略に対して正当防衛的な戦争は認めるスッキリした条文に転換するべき」として、9条の改正に賛成[49][50][51][52][53]。

### 外交・安全保障
- 対北朝鮮政策で重視すべきは対話か圧力かを問われ、2003年および2014年のアンケートでは「どちらとも言えない」と回答[47][48]。2017年のアンケートでは「圧力を優先すべき」と回答した[54]。拉致問題と核・ミサイル問題の両方が解決する見通しがつけば北朝鮮との国交正常化交渉を再開すべきとした[47]。
- 日本の集団的自衛権の行使について、2003年のアンケートでは「どちらとも言えない」と回答[47]。しかし、2014年には、集団的自衛権の行使を認める安倍内閣の閣議決定を「どちらかと言えば評価する」とした[48]。また、集団的自衛権の行使を認める安全保障関連法の成立を「どちらかと言えば評価する」とした[54]。
- 日本の防衛力は「どちらかと言えばもっと強化すべき」[48][54]としながら、防衛費については現状のままでよいとする[55]。
- 他国からの攻撃が予想される場合には先制攻撃もためらうべきではないという考えに、2014年のアンケートでは「どちらかと言えば賛成」と回答し[48]、2017年のアンケートでは「どちらとも言えない」と回答した[54]。
- 日本の核武装構想について、「国際情勢によっては検討すべき」とする[47]。
- 日本が国連安保理の常任理事国に入ることについて、1993年のアンケートでは「常任理事国になる必要はない」と回答していた[56]が、1994年のアンケートでは「条件付き賛成[44]」または「賛成[57]」とした。2003年のアンケートでは「入るべき」と回答した[47]。
- 日米防衛協力のための指針（新ガイドライン）に関連する周辺事態法に賛成[58]。

### 歴史認識
- 靖国神社への参拝について、「英霊を慰めることは必要」としながらも「政教分離などの問題点は理解できる」とする[59]。首相の参拝については、「『個人』での参拝には賛成」としつつも、「中国をはじめアジア近隣諸国には多くの戦争体験者が存在している現実もある」「首相の靖国参拝はある程度、近隣諸国への配慮が必要だと思う」と述べた[60]。山本が金融担当相を務めていた2007年には、自身が靖国神社を参拝すれば「大臣としての行動に支障を来しては残念な結果になる」として、靖国神社に参拝しなかった[61]。
- 日本軍が慰安婦を強制したとする主張に反対[62]。

### 政治制度
- 衆議院と参議院の両院制を一院制に変えるべき[55]。
- 衆議院の小選挙区比例代表並立制について、1991年および1992年の時点ではその導入に賛成としていた[63][64]。1996年のアンケートでも、小選挙区比例代表並立制は「このままでよい」と回答し[65]、2003年のアンケートでも「維持すべき」と回答した[47]。
- 政治資金問題に関して、「政治資金の出どころとしては、国、政党、個人、それに企業しかない」とした上で、「資金集めパーティーの開催を含め、企業からカネを集めること自体が悪であるかのようにみる風潮がある。しかし、日本では、企業が豊かで、個人は貧しい」との理由から、「企業から献金を受けるのは仕方ないこと」として、企業献金は認められるべきとする[66]。
- 創価学会が政治活動を行うことに関して、政府は憲法第20条の政教分離規定は「宗教団体が政治的活動をすることは排除していない」との見解を示したが、これに対して山本は「宗教団体の政治的活動には限度があるはずで、政府見解を見直すべきだ」とした[67]。

### 税制
- 消費税率を3%から5%に引き上げることについて、1994年のアンケートでは反対と回答[49]。1996年のアンケートでは、5%への引き上げを支持するとした[65]。
- 消費税率は将来的に10%にすべきとし[68]、消費増税に賛成[69]。どちらかと言えば長期的には消費税率が10%よりも高くなるのはやむを得ない、としていた[48]。しかし、2017年のアンケートでは、消費税率を10%よりも高くすることについて「どちらとも言えない」と回答している[54]。なお、2015年10月に予定されていた消費税率の10%への引き上げを安倍内閣が2017年7月に先送りしたことは、「ベターな選択である」として評価した[55][70]。2017年のアンケートでも、先送りを「どちらかと言えば評価する」とした[54]。
- 法人税率の引き下げの是非については「どちらとも言えない」とする[48]。
- 所得や資産の多い富裕層に対する課税を強化することには、どちらかと言えば反対[54]。

### 経済
- 社会的格差が多少あっても経済競争力の向上を優先するという考えに、どちらかと言えば近い[48]。
- 貿易や投資の自由化を進める立場よりも国内産業を保護する立場に、どちらかと言えば近い[48]。
- 安倍内閣の経済政策（アベノミクス）を評価する[55][54]。
- 環太平洋パートナーシップ協定（TPP）への参加について、2011年には「反対[71]」、2012年には「どちらとも言えない[72]」、2014年には「反対[55]」とした。その後2016年に農水相に就任すると、「TPPの発効により、農家の生活が苦しくなることはない」との見解を強調するようになった[73]。

### エネルギー政策
- 原発再稼働にやや賛成[55][48][54]。将来も原発を電力源の一つとして残しておくべきという考えに、どちらかと言えば近い[54]。

### 社会・教育
- 国旗国歌法に賛成[58]。
- 通信傍受法（盗聴法）は「犯罪から守るために必要な法律」であるとして、これに賛成[58]。
- 特定秘密保護法の成立を、どちらかと言えば評価する[48]。
- 組織犯罪処罰法（共謀罪）の改正を、どちらかと言えば評価する[54]。
- 改正住民基本台帳法に賛成[58]。
- 選択的夫婦別姓制度導入について、2014年のアンケートでは「どちらとも言えない」としていたが[48]、2017年のアンケートでは「どちらかと言えば反対」と回答した[54]。
- 同性婚を法律で認めることに、どちらかと言えば反対[54]。
- 少子化対策として、どちらかと言えば、保育所を増やして育児と仕事の両立を支援するよりも家庭での育児を支援すべきとする[48]。
- 幼稚園・保育所から大学までの教育を無償化することに、どちらかと言えば反対[54]。
- 永住外国人に地方参政権を認めることに、どちらかと言えば反対[48]。
- 外国人労働者の受け入れについて、2014年のアンケートでは「どちらかと言えば賛成」とし[48]、2017年のアンケートでは「どちらとも言えない」と回答[54]。
- 「死刑制度は威嚇効果になる」として、死刑制度は「将来も存続すべき」とする[49][44]。
- 臓器移植法に賛成[74]。「脳死を人の死」とする中山太郎の提案する法案に賛成し、「脳死を人の死とはしない」とする金田誠一の提案には反対した[75]。
- 小泉内閣が進める郵政民営化について、2003年の時点では「反対」[47][76]、または「どちらとも言えない」としていた[77]が、2005年には「賛成」に転じた[78]。
- 自民党建設部会長を務めていた1998年当時、「田舎では『あの道路は山本が走り回って作ってくれた』と直ちに票に結び付く[79]」と語っており、2003年のアンケートや2014年のアンケートでも公共事業を重視する考えを示していた[47][55]。「道路族」の議員とされる[80]山本は、高速道路の整備計画についても、計画通り建設すべきとし[47]、「道路をはじめとする地方の基盤整備を継続的に進める」とする[81]。また、高知県から都会までが遠すぎるとして、「空港・高速道路・新幹線まで、どこからでも1時間以内でアクセスできるよう、交通網の整備を推進」すると述べた[82]。また、愛媛県と大分県を架橋で結ぶ豊後伊予連絡道路（豊予ルート）も推進する[83]。
- 道路公団の民営化に反対[76]。
- 四国以外の交通網の整備には消極的であり、北陸新幹線の福井駅建設に300億円かかることに関して「線路もないのに駅だけつくるのは異例だ」と批判した[84]。
- 自民党遊技業振興議員連盟（自民党パチンコ議連）に所属。また、パチンコチェーンストア協会の政治分野アドバイザーでもある[85][86]。また、カジノの解禁に、どちらかと言えば賛成[48]。

### 新型コロナウイルス感染対策
- 自民党政務調査会下水道・浄化槽対策特別委員会の委員長[87]。ICT（情報通信技術）を活用した汚水処理施設の広域化・共同化策の検討を開始。
- 汚水処理の機能だけではなく、下水を利用して新たな感染症対策ができることが最近明らかになり[88]、2021年6月17日 新型コロナウイルス感染症対策本部（尾身会長）で纏められた「科学とICTを用いた対策の提言」の中で、「下水サーベイランスによる早期探知」の必要性が説かれる[89]。
- 下水に含まれる新型コロナウイルスの量から自治体や施設の感染状況を把握する手法が京都大学、北海道大学、塩野義製薬、島津製作所の共同研究で開発され[90][91]、この技術の活用が期待される中、2021年6月1日、自民党の同委員会での議題「下水中の新型コロナウイルスの調査について」の中で、山本有二も「下水からコロナウイルスを検出することで、地域や建物を特定してコロナ対策ができるので、効率的な感染対策になる。このことで、世界をリードしていきたい」と発言し[92]、この研究を推進。

## 不祥事

### TPP強行採決発言
2016年10月、佐藤勉衆議院議院運営委員長の政治資金パーティーで「（TPP法案）を強行採決するかどうかは、この佐藤勉さんが決める」と、国会で自民党と公明党が環太平洋パートナーシップ協定 (TPP) の承認案・関連法案を強行採決させる旨の発言を行った。民進党、共産党、自由党、社民党の野党4党は「辞任に値する」とし、与党・公明党も「円満な審議を妨げる。何のために厳しい日程をやりくりしているか。それが無になるような発言は厳に慎むべきだ」（山口那津男代表）、「問題のある発言だ」（井上義久幹事長）、「激しい憤りを感じる」（大口善徳国対委員長）と非難した。菅義偉内閣官房長官は「非常に誤解を生じさせかねない発言だ」と述べ、電話で山本氏を厳重注意したが、「辞任するような話ではない」として山本の辞任は否定した。山本は「誤解させる発言で大変申し訳ない」「私の軽率さに対しておわび申し上げる」と謝罪したが、公明党の漆原良夫中央幹事会会長は「すぐ謝罪するくらいなら初めから言うなと思う。本人の思慮が無かったことの表れだ」と批判。自民党の小此木八郎国対委員長代理も「不用意、不適切な発言が政府側からあったことは信じられない」「緊張感に欠けたものだ。どういう思いで国対がやっているか理解しろ」と述べた。
しかし11月1日、自民党議員のパーティーで挨拶した際に「こないだ冗談を言ったら（農相を）首になりそうになった」と発言し、再び問題となった。菅内閣官房長官は「微妙な時期だから発言には気をつけるように」と山本本人に注意し、安倍首相も「困った」と不快感を示した。山本に対しては野党だけでなく与党からも批判の声が上がり、自民党の茂木敏充政調会長は「政府、与党の人間は、誤解や混乱を招くようなことは厳に慎むべきだ」と山本を戒め、公明党の石田祝稔政調会長は「非常に、非常に、非常に、残念だと言わざるを得ない」と述べた。また、同じく公明党の漆原良夫中央幹事会会長は、「すぐ詫びるなら喋るなと言いたい」と山本を非難した。また経済同友会の小林喜光代表幹事は「一閣僚の極めて軽率な発言で時間を損失するのはゆゆしき問題だ」と不快感を示した。毎日新聞は社説で「担当閣僚の資質を欠く」と山本を非難した。
この山本の発言により11月2日に衆議院特別委員会で予定されていたTPP承認案の採決は延期された。その後11月10日、TPP承認案・関連法案は衆議院で可決されたが、これに先がけ、衆議院本会議にて民進・共産・自由・社民の野党4党により大臣不信任決議案が提出された。これは審議の後に反対多数により否決された。

### 国会無断欠席
2015年7月28日、高知県と徳島県の参議院合同選挙区による徳島県・高知県選挙区を創設する公職選挙法改正案に関する衆議院本会議の採決に欠席した。これに関して山本は「交通渋滞で」欠席したと説明した。

### 政治資金問題
- グレーゾーン金利に関して、日本共産党の機関紙しんぶん赤旗によれば、消費者金融など貸金業界の政治団体「全国貸金業政治連盟」（全政連）から政治献金を受けている[108] 。貸金業者との癒着が取り沙汰された。

- 山本の後援会が2012年から2014年、選挙区である須崎市や四万十市を含む高知県内で営まれた葬儀への枕花代計53件98万1945円を支出したと政治資金収支報告書に記載していたことが2015年12月に発覚し、政治家の後援団体が選挙区内の人に、枕花を贈ることを禁止する公職選挙法違反であるとして問題となった[109][110]。山本の事務所は「事務的なミス」と主張し、2015年12月に高知県選管に政治資金収支報告書の訂正を申し出た[109][110]。

### パーティー券問題
2006年11月10日、同年10月25日に東京都内のホテルで開催した政治資金パーティーのパーティー券88万円分（44枚）を計17の会社（証券会社や銀行、保険会社）および団体団体に購入してもらっていたとして、全額を返金した旨を明らかにした。大臣規範では大規模な政治資金パーティーの自粛が定められているが、山本は「大臣規範の上でも問題ないと思っているが、国民の信頼を万全にするため全額返金した」と説明した。

## 選挙歴
| 当落 | 選挙                         | 執行日         | 年齢 | 選挙区           | 政党       | 得票数    | 得票率 | 定数 | 得票順位 /候補者数 | 政党内比例順位 /政党当選者数 |
| ---- | ---------------------------- | -------------- | ---- | ---------------- | ---------- | --------- | ------ | ---- | ------------------ | ---------------------------- |
| 当   | 1985年高知県議会議員補欠選挙 | 1985年         | 33   | ーー             | ーー       | ーー票    | ーー   | ー   | ー/ー              | /                            |
| 当   | 1987年高知県議会議員選挙     | 1987年4月12日  | 34   | ーー             | ーー       | ーー票    | ーー   | ー   | ー/ー              | /                            |
| 当   | 第39回衆議院議員総選挙       | 1990年02月18日 | 37   | 高知県全県区     | 自由民主党 | 6万4499票 | 13.30% | 5    | 3/11               | /                            |
| 当   | 第40回衆議院議員総選挙       | 1993年07月18日 | 41   | 高知県全県区     | 自由民主党 | 5万7660票 | 13.03% | 5    | 5/9                | /                            |
| 当   | 第41回衆議院議員総選挙       | 1996年10月20日 | 44   | 高知県第3区      | 自由民主党 | 7万2961票 | 56.13% | 1    | 1/3                | /                            |
| 当   | 第42回衆議院議員総選挙       | 2000年06月25日 | 48   | 高知県第3区      | 自由民主党 | 7万6726票 | 61.31% | 1    | 1/3                | /                            |
| 当   | 第43回衆議院議員総選挙       | 2003年11月09日 | 51   | 高知県第3区      | 自由民主党 | 8万4287票 | 62.68% | 1    | 1/3                | /                            |
| 当   | 第44回衆議院議員総選挙       | 2005年09月11日 | 53   | 高知県第2区      | 自由民主党 | 7万4072票 | 50.09% | 1    | 1/3                | /                            |
| 当   | 第45回衆議院議員総選挙       | 2009年08月30日 | 57   | 高知県第3区      | 自由民主党 | 7万4489票 | 49.42% | 1    | 1/3                | /                            |
| 当   | 第46回衆議院議員総選挙       | 2012年12月16日 | 60   | 高知県第3区      | 自由民主党 | 8万547票  | 71.30% | 1    | 1/2                | /                            |
| 当   | 第47回衆議院議員総選挙       | 2014年12月14日 | 62   | 高知県第2区      | 自由民主党 | 8万3764票 | 53.61% | 1    | 1/3                | /                            |
| 比当 | 第48回衆議院議員総選挙       | 2017年10月22日 | 65   | 高知県第2区      | 自由民主党 | 7万1029票 | 43.52% | 1    | 2/2                | 3/3                          |
| 当   | 第49回衆議院議員総選挙       | 2021年10月31日 | 69   | 比例四国ブロック | 自由民主党 | ーー票    | ーー   | 6    | ー/ー              | 1/3                          |
| 落   | 第50回衆議院議員総選挙       | 2024年10月27日 | 72   | 比例四国ブロック | 自由民主党 | ーー票    | ーー   | 6    | ー/ー              | 4/3                          |

## エピソード
- 崇教真光の神組み手（信徒）。1990年の秋季大祭に出席し、祝辞の中で「今年四月に御神縁をいただき、初級研修を受講させていただき、高知中道場所属の神組み手にさせていただいて、感謝感激で一杯であります。」「崇高なる霊主文明建設に向かいまして、私も神組み手の一人として、また政治家という立場におきまして参画させていただきたいと思います。どうかお使いいただきますようお願い申し上げますと同時に、今後ともご指導とご鞭撻を賜わりたくお願い申し上げます。」と述べている[112]。
- 趣味は読書[2]、テニス、ジョギング、水泳、アウトドア全般[3]。座右の銘は「至誠通天」[3]。
- 2014年の第186回国会において、過去に、大臣、副大臣、政務官、補佐官、議長、副議長、委員長の要職にあった衆議院議員で、質問、議員立法、質問主意書のいずれかの提出がなかった24人の議員（野田佳彦、小沢一郎、野田毅、亀井静香、鳩山邦夫、中村喜四郎、浜田靖一、高村正彦、平沼赳夫、丹羽雄哉、額賀福志郎、大島理森、川崎二郎、金子一義、山口俊一、山本有二、大畠章宏、小池百合子、細田博之、塩谷立、渡海紀三朗、林幹雄、伊藤達也、佐藤勉）の一人として紹介されている[113]

## 家族・親族
家族は妻、長女、次女、三女、四女。妻は山本が生まれた商店街の近くの食堂の娘である。義父（妻の父）は土佐料理店を展開する加寿翁コーポレーション会長の竹内和夫。三女がリプトンの紅茶のコマーシャルに出演した。次女・あいの夫が井浦新で、三女・ふみの夫が鈴木一真。

## 公開された所得および資産
| 年     | 給与      | 不動産 利子等 | 事業 その他 | 合計      | 備考 | 出典                            |
| ------ | --------- | ------------- | ----------- | --------- | --- | ------------------------------- |
| 2016年 | 2233 万円 | 0 万円        | 715 万円    | 2948 万円 | | [ 115 ]                         |
| 2015年 | 1889 万円 | 0 万円        | 818 万円    | 2707 万円 | 2016年8月29日、資産等補充報告書を大島理森・衆院議長に提出し、所得2707万円に加えて金銭信託1864万円分を保有するとした。これについて山本の事務所は「単純な記入漏れ」だったと説明した。         | [ 116 ] [ 117 ]                 |
| 2014年 | 1732 万円 | 0 万円        | 885 万円    | 2617 万円 | | [ 118 ]                         |
| 2013年 | 1440 万円 | 0 万円        | 1031 万円   | 2471 万円 | | [ 119 ]                         |
| 2012年 | 1580 万円 | 0 万円        | 1189 万円   | 2769 万円 | 「事業その他」は弁護士業による収入約1089万円を含む。所得合計約2769万円は高知県選出の国会議員では最多。                                                                                      | [ 120 ] [ 121 ]                 |
| 2011年 | 1546 万円 | 0 万円        | 683 万円    | 2229 万円 | 「事業その他」は弁護士業による収入582万6989円、雑所得100万円を含む。所得合計約2229万円は高知県選出の国会議員では最多。                                                                      | [ 122 ] [ 123 ] [ 124 ]         |
| 2010年 | 1831 万円 | 0 万円        | 2847 万円   | 4678 万円 | 「事業その他」は弁護士業による収入683万3395円、出演料および印税141万710円、相続した高知市内の住宅などを売却した所得2022万3508円を含む。そのほか東京都渋谷区に家族で共有する自宅も報告した。 | [ 125 ] [ 126 ]                 |
| 2009年 | 1834 万円 | -22 万円      | 775 万円    | 2586 万円 | 「事業その他」は弁護士業による収入662万円と講演料などの雑所得113万円を含む。 | [ 127 ] [ 128 ]                 |
| 2008年 | 1914 万円 | 83 万円       | 633 万円    | 2630 万円 | 「事業その他」は弁護士業による収入518万円と講演料などの雑所得115万円を含む。 | [ 129 ] [ 130 ]                 |
| 2007年 | 2310 万円 | 81 万円       | 388 万円    | 2778 万円 | 「事業その他」は弁護士業による収入288万円と講演料などの雑所得100万円を含む。所得合計2778万円は高知県選出の国会議員では最多。                                                                | [ 131 ] [ 132 ]                 |
| 2006年 | 2147 万円 | 247 万円      |             | 7783 万円 | 所得合計には弁護士事業所得484万円、株式等の事業・譲渡・雑所得4794万円などを含む。所得合計約7783万円は高知県選出の国会議員では最多。全国の国会議員では8番目の高さ。                          | [ 133 ] [ 134 ] [ 135 ] [ 136 ] |
| 2005年 | 1982 万円 | 110 万円      | 705 万円    | 2797 万円 | | [ 137 ]                         |
| 2004年 | 2339 万円 | 0 万円        | 298 万円    | 2637 万円 | 弁護士業による収入などを含む。所得合計約2637万円は高知県選出の国会議員では最多。 | [ 138 ] [ 139 ]                 |
| 2003年 | 2033 万円 | 0 万円        | 579 万円    | 2612 万円 | 弁護士業による収入を含む。 | [ 140 ] [ 141 ]                 |
| 2002年 | 1938 万円 | 0 万円        | 722 万円    | 2660 万円 | 弁護士業による収入、講演料を含む。 | [ 142 ] [ 143 ]                 |
| 2001年 | 2070 万円 | 0 万円        | 689 万円    | 2759 万円 | 弁護士業による収入644万円などを含む。 | [ 144 ] [ 145 ]                 |
| 2000年 | 2316 万円 | 0 万円        | 958 万円    | 3275 万円 | 「事業その他」は弁護士業による収入約858万円および雑収入100万円（原稿料、講演料）を含む。 | [ 146 ] [ 147 ]                 |
| 1999年 | 2168 万円 | 0 万円        | 636 万円    | 2804 万円 | 「事業その他」は弁護士業による収入約630万円と原稿料5万7000円を含む。弁護士業による収入は、事業所得としては全国会議員で13番目に多い。                                                        | [ 148 ] [ 149 ] [ 150 ]         |
| 1998年 | 2131 万円 | 0 万円        | 559 万円    | 2690 万円 | 「事業その他」は弁護士業による収入458万円と講演料など雑所得101万円を含む。所得合計約2690万円は高知県選出の国会議員では五島正規に次いで多い。                                                | [ 151 ] [ 152 ]                 |
| 1997年 | 2111 万円 | 0 万円        | 345 万円    | 2456 万円 | 「事業その他」の345万円は弁護士業による収入。所得合計約2456万円は高知県選出の国会議員では五島正規に次いで多い。                                                                             | [ 153 ] [ 154 ]                 |
| 1996年 | 2323 万円 | 0 万円        | 138 万円    |           | 高知県選出の国会議員では五島正規に次いで多い。 | [ 155 ]                         |
| 1995年 | 2097 万円 | 0 万円        | 124 万円    | 2221 万円 | | [ 156 ]                         |
| 1994年 | 2088 万円 | 0 万円        | 92 万円     | 2180 万円 | | [ 157 ]                         |
| 1993年 | 2086 万円 | 0 万円        | 0 万円      | 2086 万円 | | [ 158 ]                         |
| 1992年 | 2057 万円 | 0 万円        | -161 万円   | 1896 万円 | | [ 159 ]                         |

| 公開年 | 土地     | 土地      | 建物      | 預貯金 等総額 | 資産 合計 | 株式 総数 | 有価証券                                                                            | ゴルフ 会員権 | 自動車 | 備考 | 出典            |
| 公開年 | 面積     | 価格      | 価格      | 預貯金 等総額 | 資産 合計 | 株式 総数 | 有価証券                                                                            | ゴルフ 会員権 | 自動車 | 備考 | 出典            |
| ------ | -------- | --------- | --------- | ------------- | --------- | --------- | ----------------------------------------------------------------------------------- | ------------- | ------ | --- | --------------- |
| 2017年 |          | 2763 万円 | 5957 万円 | 2366 万円     |           |           | 四国銀行（9万6400株）、日本航空（2000株）、証券投資信託および貸付信託等（6565万円） | 6 口          | 1 台   | | [ 160 ]         |
| 2016年 |          | 2820 万円 | 5957 万円 | 2506 万円     |           |           | 四国銀行（9万6400株）、日本航空（2000株）、証券投資信託および貸付信託等（6360万円） | 6 口          | 1 台   | 山本の総資産額（約1億7643万円）は、新閣僚の中で稲田朋美に次いで多かった。山本は高知県須崎市や東京都渋谷区などに複数の不動産を所有し、定期預金で2132万円を保持。これとは別に妻が山梨県山中湖村などに不動産を有し、ほかに4496万円の有価証券がある。 | [ 161 ] [ 162 ] |
| 2015年 | 3,698 m² | 660 万円  | 2325 万円 | 4100 万円     | 7085 万円 |           |                                                                                     |               |        | 資産総額7085万円は高知県選出の国会議員のなかで最多。なお、高知県選出の衆議院議員4人の平均は3125万円であった。 | [ 163 ] [ 164 ] |
| 2013年 | 3,699 m² | 680 万円  | 2325 万円 | 4100 万円     | 7104 万円 |           |                                                                                     |               |        | 資産総額7104万円は高知県選出の国会議員では最多。なお、高知県選出の衆議院議員4人の平均は2816万円であった。 | [ 165 ] [ 166 ] |
| 2010年 | 3,953 m² | 2045 万円 | 1373 万円 | 4100 万円     | 7510 万円 |           |                                                                                     |               |        | | [ 167 ]         |
| 2006年 | 3,922 m² | 1539 万円 | 1647 万円 | 4100 万円     | 7286 万円 | 1400 株   |                                                                                     | 1 口          |        | 詳細 「土地」は、919m²の土地（361万円、高知県須崎市）、207m²の土地（1万円、高知県須崎市）、2,531m²の土地（3万円、高知県越知町）、265m²の土地（1174万円、高知県高知市）。 「建物」は、177m²の建物（858万円、高知県須崎市）、54m²の建物（99万円、高知県須崎市）、97m²の建物（311万円、高知県須崎市）、159m²の建物（119万円、高知県高知市）、151m²の建物（260万円、高知県高知市）。 「預貯金等総額」は、国債100万円、定期預金4000万円。 また、妻が75m²の土地（444万円、東京都新宿区）と148m²の土地（3672万円、高知県高知市）、162m²の建物（2369万円、東京都新宿区）と14m²の建物（202万円、東京都新宿区）、定期預金120万円、郵便貯金100万円、株式（四国銀行1万8400株）、ゴルフ会員権1口、乗用車1台を所有する。 家族の資産を含めると、総計1億4193万円。 | [ 168 ] [ 169 ] |
| 2006年 | 3,657 m² | 365 万円  | 1270 万円 | 100 万円      | 1734 万円 | 1400 万円 |                                                                                     |               |        | | [ 170 ]         |
| 2004年 | 1,126 m² | 344 万円  | 1270 万円 | 100 万円      | 1714 万円 |           |                                                                                     |               |        | | [ 171 ]         |
| 2003年 |          |           |           |               | 2113 万円 |           |                                                                                     |               |        | 家族の資産を含めると、総計7349万円。 | [ 172 ]         |
| 2000年 | 1,126 m² | 313 万円  | 1699 万円 | 0 万円        | 2012 万円 |           |                                                                                     |               |        | | [ 173 ]         |
| 1999年 |          |           |           |               | 2013 万円 |           |                                                                                     |               |        | 妻が土地・建物5086万円と預貯金、有価証券、貸付金など242万円（株式92万円を含む）を有しており、それを含めた家族の資産は総計7341万円。 | [ 174 ] [ 175 ] |
| 1997年 |          | 481 万円  | 481 万円  | 3000 万円     | 3481 万円 |           |                                                                                     |               |        | | [ 176 ]         |
| 1996年 |          | 2787 万円 |           | 3392 万円     | 6179 万円 |           |                                                                                     |               |        | | [ 177 ]         |
| 1993年 |          |           |           | 3000 万円     |           |           |                                                                                     |               |        | | [ 178 ]         |

## 所属団体・議員連盟
- 自民党たばこ議員連盟[179]
- 日本会議国会議員懇談会[180]
- 神道政治連盟国会議員懇談会[180]
- みんなで靖国神社に参拝する国会議員の会[180]
- 国際観光産業振興議員連盟(カジノ議連)[181]
- 創生「日本」[180]（会長代理）
- のぞみ（代表）
- 再チャレンジ支援議員連盟（会長）
- 日韓議員連盟（常任幹事）
- 地下式原子力発電所政策推進議員連盟（顧問）
- 人間サイエンスの会（会長） - 超党派の国会議員で「人間の潜在的能力について研究･議論する」会
- 第一東京弁護士会
- 渥美坂井法律事務所・外国法共同事業顧問[1]

## 著書
- 「私説 坂本龍馬」金高堂、1985年11月
- 「わかりやすい あっせん利得処罰法 Q&A」勝丸充啓著・山本有二監修、大成出版社、2001年6月
- 「マンション管理士・管理業務主任者受験ハンドブック PART1」LEC東京リーガルマインド編著・山本有二監修、2001年8月